# Absyrtus
În mitologia greacă, Absyrtus (scris și Absirt) este fiul lui Aeetes (regele Colchidei) și fratele Medeei.
Absyrtus a fost alături de Medeea când aceasta a fugit cu Iason care tocmai furase Lâna de Aur.
Când Aeetes era gata să îi ajungă din urmă, ea și-a tăiat fratele, Absyrtus, în bucăți și le-a aruncat în urma ei, în mare pentru a zădărnici urmărirea.
Locul respectiv s-a numit Tomi (din grecescul temno, τέμνω, "a tăia").